# Кастро (Лече)
Кастро (итал. Castro) је насеље у Италији у округу Лече, региону Апулија.
Према процени из 2011. у насељу је живело 1801 становника. Насеље се налази на надморској висини од 88 м.

## Становништво
| 1936. | 1951. | 1961. | 1971. | 1981. | 1991. | 2001. | 2011. |
| ----- | ----- | ----- | ----- | ----- | ----- | ----- | ----- |
| 1.308 | 1.736 | 1.601 | 1.558 | 1.574 | 1.429 | 1.416 | 2.473 |